# イカ (ペルー)

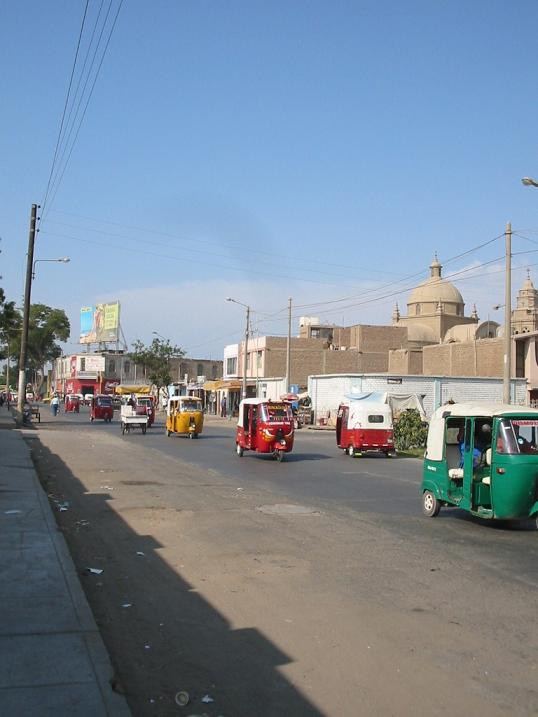
イカ市内（2004年）

イカ（Ica）は、ペルー共和国イカ県イカ郡にある都市。人口は約31万人（2020年）。日本語ではイーカとも表記する。ペルー南部に位置し、イカ県の県庁所在地かつイカ郡の郡庁所在地である。多様な文化を持った先住民が長い間住んできた町であるが、スペイン人コンキスタドールのジェロニモ・ルイス・デ・カブレラ（Gerónimo Luis de Cabrera）は1563年に成立したと主張した。2007年に発生したペルー地震で被災し、町は大規模な損壊と死傷者を出した。

## 地理
ペルーの首都・リマから約300km南に位置する。プトゥマヨ川（イサ川）流域、ペルー南部の砂漠の海岸沿いに位置する。パンアメリカンハイウェイを南下すると、ナスカの地上絵のあるナスカ（Nazca）がある。
イカは晴天日が多く、ペルー人の間では「太陽の地」として知られる。四季は存在するが、1年を通して暖かく乾燥した気候のため、夏のように感じられる。この都市の気候は、高温多湿の気候やそれと関連するアレルゲンによって悪化する気管支喘息の症状を緩和することができる。

## 歴史
約3000万年前にアタカマ砂漠に生息していたイカディプテス（Icadyptes salasi）というペンギンの化石が2007年に研究者によって発見された。科学者らはイカディプテスが体長約4.5 - 5フィート（137 - 152cm）で、くちばしの先端部分が長くなっていると推定している。ほかにもマッコウクジラの新種であるリヴィアタン・メルビレイ（Leviathan mellvillei）の化石も発見されている。
パラカス文化の時代など先史時代の先住民の文明の痕跡が近くの砂漠から見つかっている。ほかにインカ帝国やスペイン人と接触した人々の痕跡も見つかっている。多数のクリストファー・コロンブスの以前の考古資料がイカ県博物館（Museo Regional de Ica、イカ考古学博物館とも）に展示されている。
スペインの植民都市としては、ジェロニモ・ルイス・デ・カブレラ（Gerónimo Luis de Cabrera）によってヴィラ・デ・バルベルデ（Villa de Valverde）として1563年6月17日に設立された。ペルーが独立を達成するまで、イカはスペインの植民地として支配された。
2007年8月15日にペルー沖で発生したマグニチュード8.0の地震により、イカの建物・家屋・インフラストラクチャーは深刻な被害を受けた。最初に17人が死亡し、教会が倒壊したことで70人が亡くなった。同じイカ県内のピスコ（Pisco）の被害はより深刻で、市内の80%の建物が破壊され、多くの人が建物の下敷きとなった。2012年1月30日にもマグニチュード6.3の地震に見舞われ、停電や携帯電話が不通になるなどの混乱が発生した。2007年の地震で倒壊した町のシンボル、ルーレン聖堂をめぐる修復については、長期間の議論を要したものの、2017年に修復工事が始まり、その2年後となる2019年に工事が完了した。
ペルー政府は、2018年よりイカにて地上デジタル放送を開始し、2024年末にアナログ放送を停波する予定である。

## 観光

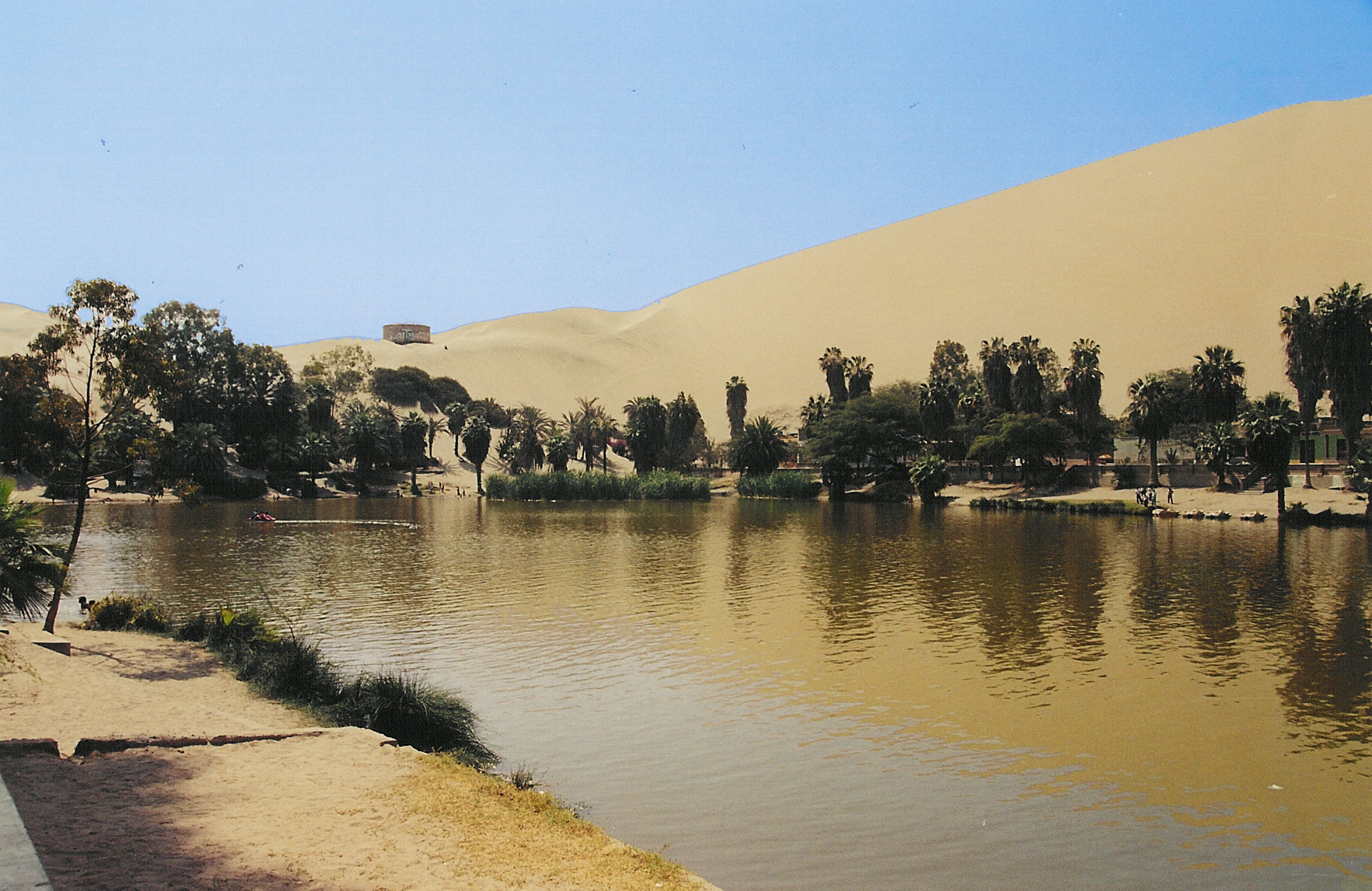
イカ近郊のオアシス・ワカチナ

イカとその周辺地域は伝統的な蒸留酒・ピスコの原産地であるため、国内トップクラスの醸造所が点在しており、ワイナリー巡りが人気。
イカには「イカ県博物館」という先史時代からスペインの植民地時代に至るまでの遺物の展示がなされている。先コロンブス期の葬儀の包み（funerary bundle）やミイラ、パラカスやプレ・インカの文化である、おそらくはエリートの証と思われる変形の儀式が行われた縦長の頭蓋骨が展示されている。いくつかの頭蓋骨にも、穿頭術の証拠が見られる。これは内部圧力を緩和したり、戦いで損傷を受けた頭蓋骨を除去するために行われた、初期の脳の手術の痕跡である。スペインによるアメリカ大陸の植民地化が行われた時代の家具や絵画、工芸品も展示されている。
イカの砂漠地域では、観光者にとってユニークな経験を提供する場所であり、砂丘の中にあるイカ近郊のワカチナのオアシスなどが知られる。国外からの観光者のみならず、ペルー国内からの観光者も多く集まり、サンドボードやサンドバギーを楽しむ。
地元の伝説によると、スペイン異端審問の際、魔女であると非難された数人の女性がイカのカチチェ村に逃れ、そこで数々の奇跡を行ったとのこと。今でもカチチェ村には「魔女の公園」と呼ばれる公園があり、観光客が訪れている。

## 気候
| イカの気候                 | イカの気候  | イカの気候  | イカの気候  | イカの気候  | イカの気候 | イカの気候  | イカの気候  | イカの気候  | イカの気候  | イカの気候  | イカの気候 | イカの気候  | イカの気候   |
| 月                         | 1月         | 2月         | 3月         | 4月         | 5月        | 6月         | 7月         | 8月         | 9月         | 10月        | 11月       | 12月        | 年           |
| -------------------------- | ----------- | ----------- | ----------- | ----------- | ---------- | ----------- | ----------- | ----------- | ----------- | ----------- | ---------- | ----------- | ------------ |
| 平均最高気温 °C （°F）     | 33 (91)     | 34 (93)     | 31 (88)     | 27 (81)     | 25 (77)    | 22 (72)     | 21 (70)     | 22 (72)     | 24 (75)     | 26 (79)     | 28 (82)    | 30 (86)     | 27 (81)      |
| 平均最低気温 °C （°F）     | 20 (68)     | 20 (68)     | 20 (68)     | 18 (64)     | 15 (59)    | 14 (57)     | 12 (54)     | 13 (55)     | 14 (57)     | 15 (59)     | 16 (61)    | 18 (64)     | 16 (61)      |
| 降水量 mm （inch）         | 2.5 (0.098) | 2.5 (0.098) | 0.4 (0.016) | 0.2 (0.008) | 0.0 (0)    | 2.7 (0.106) | 5.8 (0.228) | 0.1 (0.004) | 9.6 (0.378) | 1.1 (0.043) | 0.0 (0)    | 0.6 (0.024) | 25.5 (1.004) |
| 出典：World weather online |             |             |             |             |            |             |             |             |             |             |            |             |              |

## 農業
イカはペルーでは重要な農業地域である。商品作物として、綿花・ブドウ・アスパラガス・オリーブなどが栽培されている。特にブドウ畑は南アメリカで最古とされる。またアスパラガスの欧米への輸出によって、イカは好景気を迎え、失業率は0に近く、映画館などの娯楽施設も建設されるようになった。
しかし砂漠気候であるため、農業に必要な水は氷河の融解した水に頼っているが、最近は帯水層への水の流入量は農業に利用するための揚水量を下回っている。帯水層は急速に干上がっており、より効果的な灌漑方法の導入あるいはダムを建設し、水利用の転換を呼びかけている。
イカは農業生産の中心であると同時に農産物の集散地でもある。

## 交通
イカへは、リマからパンアメリカンハイウェイを利用して行くことができる。その距離はちょうど200マイル（≒300km）で、バス利用で4.5時間、オートバイで4時間である。イカ市内の主な交通手段としては、モトタクシーと呼ばれる三輪タクシー、通常のタクシー、コレクティーボと呼ばれる共有タクシーなどがある。